# Soga no Iname
Soga no Iname (苏我稲目, 506 - 22 de março de 570), foi líder do Clã Soga e alto funcionário durante o reinado do Imperador Kimmei no Período Asuka. Foi a primeira pessoa a ocupar o cargo de Ōomi que se pode ser verificada com uma precisão razoável, em 536 AD. Era o filho de Soga no Koma e pai de Soga no Umako .
Soga no Iname solidificou seu poder ao casar duas de suas filhas, Soga no Kitashihime e Soga no Oanegimi, com o Imperador Kimmei. As duas deram à luz três futuros imperadores, Imperador Yōmei, Imperador Sushun e a Imperatriz Suiko, bem como numerosos outros príncipes e princesas.
Soga no Iname também é conhecido por seu apoio a introdução do budismo no Japão que de acordo com o Nihon Shoki, foi apresentado à Corte de Yamato pelo reino coreano de Baekje em 552, construindo em sua casa o primeiro templo budista do Japão, o Kojen-ji.
Mononobe no Okoshi e Nakatomi no Kamako se opõem a Iname na aceitação da nova religião estrangeira. A rivalidade entre o Clã Soga e os Clãs Mononobe  e Nakatomi continuaria em gerações futuras, com o filho de Iname,  Soga no Umako derrotou o filho de Okoshi, Mononobe no Moriya, em 587, seu neto Soga no Emishi e seu bisneto Soga no Iruka serão derrotados por um descendente de Kamako, Nakatomi no Kamatari , no Incidente de Isshi.
| Precedido por Soga no Koma | Líder do Clã Soga ??? - 570 | Sucedido por Soga no Umako |
| Precedido por Ninguém      | Ōomi 536 - 570              | Sucedido por Soga no Umako |